# Guido Echeverri Piedrahita
Guido Echeverri Piedrahíta (Marulanda Caldas, 18 de marzo de 1954) es un abogado y político colombiano, exgobernador del departamento de Caldas y actual Senador de la República de Colombia por la Coalición Alianza Verde-Centro Esperanza. 

## Biografía
Nació el 18 de marzo de 1954 en Marulanda, realizó sus estudios de derecho en la Universidad de Caldas y se especializó en Gerencia, Gobierno y Asuntos Públicos en la Universidad de Columbia. Su vida política inició de la mano del exsenador liberal Luis Guillermo Giraldo, quien - en alianza con el también congresista liberal Víctor Renán Barco y el conservador Ómar Yepes- dominó la política caldense durante 30 años.
En el año 1986 fue elegido Representante a la Cámara por la circunscripción de Caldas, donde estuvo hasta 1994, allí presidió la Comisión de Asuntos Constitucionales y fue designado por el Congreso de la República como representante ante la Asamblea Nacional Constituyente en 1991.
En el año 2011 se presentó como candidato a la Gobernación de Caldas para el periodo 2012-2015, siendo avalado por los partidos Liberal y Conservador mediante una alianza denominada «Gobierno de Todos y Para Todos»”, imponiéndose en las elecciones con 155.355 votos, frente a los 142,402 obtenidos por Gabriel Vallejo López, del partido de la U.
Inició su mandato el 1 de enero del 2012, pero tuvo que dejar el cargo el 28 de mayo de 2013 debido a una demanda en su contra por violación al régimen de inhabilidades, ya que su esposa Ana María Jaramillo fungió como Secretaria encargada de Hacienda de Manizales por dos días durante los 12 meses anteriores a la elección de gobernadores, inhabilidad que fue ratificada por el Consejo de Estado.
Tras su primer paso por la Gobernación de Caldas, Echeverri reasumió en el 2014 la rectoría en la Universidad Manuela Beltrán, donde estuvo hasta finales del 2015, para volverse a presentar como Candidato a la Gobernación de Caldas para el periodo 2016-2019, esta vez por el partido de la U y la ASI, mediante la coalición «Caldas Territorio de Oportunidades», imponiéndose nuevamente como Gobernador con 197.520 votos, frente a su competidor principal Jorge Hernán Mesa Botero, del Partido Liberal quien obtuvo 88.629 votos, con una diferencia marcada de 108.891 votos.
Terminó su periodo como gobernador de Caldas el 31 de diciembre del año 2019, y en el 2022 se presentó como candidato al Senado de la República por la Colación Verde-Centro Esperanza, siendo elegido con 53.326 votos.